# 4Dwm
4Dwm是一种窗口管理器，正常用于运行IRIX的Silicon Graphics工作站。4Dwm源自较为旧的MWM窗口管理器，并使用在大多数Unix系统含有的X Window系统之上的Motif部件工具箱。
4Dwm在IRIX上是在Unix系统中最初标准默认图形用户界面桌面之一。世上有其它模仿4Dwm界面外观的窗口管理器，如IceWM带有"4Dwm"主题。